# Valerian Albanov
Valerian Ivanovič Albanov (rusky Валериан Иванович Альбанов; 26. května 1881, Voroněž – 1919 Ačinsk) byl ruský polárník a kormidelník.

## Mládí
Albanov se narodil roku 1881 ve Voroněži a vyrůstal v rodině svého strýce v Ufě. V 17 letech nastoupil na Petrohradský námořnický institut, kde promoval roku 1904. Po vysoké škole se stal navigátorem a plavil se po Jeniseji a Jenisejském zálivu. V roce 1908 nastoupil k Baltské flotile a dva roky byl kapitánem v Severní moři. Poté působil jako navigátor na parnících, které se plavily z Baku do Astrachaně a Krasnovodsku. V roce 1911 působil jako navigátor v Bílém moři a v Barentsově moři.

## Cesta Severním ledovým oceánem
V roce 1912 se účastnil jako kormidelník polární expedice Georgie Brusilova. Na jaře roku 1914 opustil s povolením Brusilova loď sevřenou ledem na 83° severní šířky a 60° východní délky severně od Nové Země a s deseti muži se vydal k Zemi Františka Josefa. Po několikaměsíčním pochodu, kromě Albanova a jednoho námořníka všichni zahynuli chladem a vyčerpáním. Albanova s druhem 2. srpna 1914 zachránila u mysu Flora expedice Georgije Sedova.
Byl jediným, který přinesl zprávy o výpravě Georgije Brusilova, jejíž osud po jeho odchodu nebyl znám. Teprve v roce 2010 se ruským výzkumníkům podařilo najít pozůstatky výpravy na zaledněném pobřeží Země Františka Josefa. Albanovovi se podařilo zachránit i lodní deník a prošel místy, kde byly předpokládány země Petermannova a země krále Oskara, čímž definitivně prokázal jejich neexistenci.

## Pozdější život
Albanov se nechal přesvědčit a napsal zápisky ze svých cest, které byly vydány roku 1917. Vrátil se ještě na moře, ale již se neúčastnil žádné objevné výpravy jako tomu bylo při Brusilově výpravě.
Existují dvě odlišné verze jeho smrti. Podle rozšířenější verze zemřel na břišní tyfus. Podle jiné verze zemřel při výbuchu železničního vozu, který přepravoval munici v Ačinsku.